# Międzynarodowy Trybunał Prawa Morza
Międzynarodowy Trybunał Prawa Morza – sąd międzynarodowy rozstrzygający spory i wnioski dotyczące statków morskich oraz eksploatacji przez człowieka obszarów morskich, w tym dna morskiego. Został utworzony na podstawie Aneksu VI do Konwencji Narodów Zjednoczonych o prawie morza z 10 grudnia 1982 stanowiącego Statut Międzynarodowego Trybunału Prawa Morza. Trybunał ma swoją siedzibę w Hamburgu (art. 1 Aneksu).

W skład Trybunału wchodzi 21 członków (art. 2 Aneksu) wybieranych na dziewięcioletnią kadencję, z możliwością ponownego wyboru w procedurze ustalonej przez państwa-strony Konwencji (art. 5 Aneksu). Wśród członków może być najwyżej obywatel tego samego państwa (art. 3 Aneksu). Wybory odbywają się podczas spotkania delegatów państw-stron (dwie trzecie stron stanowi quorum), zwołanego przez Sekretarza Generalnego ONZ przy pierwszych wyborach i zgodnie z procedurą ustaloną przez państwa-strony w następnych wyborach (art. 4 Aneksu). Członkom przysługują przywileje i immunitety dyplomatyczne (art. 10 Aneksu). Członkowie wybierają spośród siebie Prezesa i Wiceprezesa na trzy lata z możliwością ponownego wyboru oraz Sekretarza i innych urzędników (art. 12 Aneksu).
Spośród Polaków na sędziów Trybunału wybrano m.in. Stanisława Pawlaka (2005–2023) oraz Konrada Marciniaka (od 2023).
W ramach struktur Trybunału funkcjonuje stała Izba Sporów Dotyczących Dna Morskiego (art. 14 Aneksu). Ponadto Trybunał może sam tworzyć izby dla rozpoznawania określonych kategorii sporów oraz, na wniosek stron, izbę dla rozpoznania określonego sporu (art. 15 Aneksu) 
Do właściwości Trybunału należą wszelkie spory i wnioski, które zostały mu przedłożone zgodnie z Konwencją, oraz wszelkie sprawy wyraźnie przewidziane w jakiejkolwiek innej umowie przyznającej właściwość Trybunałowi (art. 21 Aneksu). Orzeczenie Trybunału jest ostateczne (art. 33 Aneksu).
Od swojego powstania Trybunał rozstrzygał w 30 sprawach. Pierwsza sprawa, Saint Vincent and the Grenadines v. Guinea, wpłynęła w 1997.